# Entamoeba hartmanni
Entamoeba hartmanni es una ameba (filo Amoebozoa) con distribución mundial frecuentemente encontrada como comensal en los intestinos de algunos animales, incluido el hombre. Su ciclo de vida es similar al de E. histolytica pero no es patogénica, carece de la etapa invasiva y no ingiere los glóbulos rojos. Los trofozoítos son similares a los de E. histolytica, aunque más pequeños (5-12 µm frente a 10-60 µm), presentando un pequeño cariosoma a menudo excéntrico. Los quistes son pequeños (7-10 μm) con uno a cuatro núcleos.